# Wilhelm VI. (Aquitanien)
Wilhelm der Dicke (Guillaume le Gros) (* 1004; † 15. Dezember 1038 in Poitiers) aus der Familie der Ramnulfiden war von 1030 bis 1038 als Wilhelm IV. Graf von Poitou und als Wilhelm VI. Herzog von Aquitanien. Er war der Sohn von Wilhelm V. (III.) dem Großen.
Während seiner gesamten Regierungszeit sah er sich auch der Feindschaft seiner Stiefmutter Agnes von Burgund gegenüber, der dritten Ehefrau seines Vaters, die 1032 mit Gottfried II., Graf von Anjou, eine zweite Ehe eingegangen war.
Von Gottfried, der Ansprüche auf die Saintonge erhob, wurde er am 20. September 1034 in der Schlacht bei Moncontour bei Saint-Jouin-de-Marnes gefangen genommen, und erst drei Jahre später gegen die Abtretung der Städte Saintes und Bordeaux freigelassen. Sofort nahm er den Kampf wieder auf, wurde erneut geschlagen, und musste die Île d’Oléron abtreten.
Wilhelm ernannte in Poitiers einen Vogt (Prévôt) und schuf damit die ersten Ansätze für eine Verwaltung der Stadt.
Wilhelm heiratete Eustachie von Montreuil-Bellay, Tochter von Berlay III., blieb aber kinderlos. Er starb in Poitiers und wurde in Maillezais begraben. Sein Nachfolger wurde sein Bruder Odo.